# Resolutie 2229 Veiligheidsraad Verenigde Naties
Resolutie 2229 van de Veiligheidsraad van de Verenigde Naties werd op 29 juni 2015 met unanimiteit aangenomen door de VN-Veiligheidsraad en verlengde de waarnemingsmissie op de Syrisch-Israëlische grens opnieuw met een half jaar.

## Achtergrond
Na de Jom Kipoeroorlog kwamen Syrië en Israël overeen de wapens neer te leggen. Een waarnemingsmacht van de Verenigde Naties moest op de uitvoer van de twee gesloten akkoorden toezien. Ook toen in 2011 de Syrische Burgeroorlog uitbrak bleef de missie doorlopen.

## Inhoud
De militaire activiteiten in de gedemilitariseerde zone die door UNDOF werd bewaakt bleven de wapenstilstand tussen Israël en Syrië in het gedrang brengen. Alle partijen die betrokken waren bij de Syrische Burgeroorlog werden gevraagd hun militaire acties in het gebied te staken en het internationaal humanitair recht na te leven. Tijdens die acties waren burgers en VN-personeel in gevaar gebracht, en was materieel van UNDOF gestolen en gebouwen vernield.
De partijen werden opnieuw opgeroepen resolutie 338 uit 1973 uit te voeren. Ze werden ook herinnerd aan het akkoord uit 1974, gevraagd het staakt-het-vuren en de scheidingszone te respecteren, bezette UNDOF-stellingen en de grensovergang bij Quneitra te verlaten en gestolen VN-materieel terug te geven.
Het mandaat van de missie werd verlengd tot 31 december 2015. Secretaris-generaal Ban Ki-moon werd gevraagd te zorgen dat ze de nodige capaciteit en middelen had om het mandaat op een veilige manier uit te voeren. Daarnaast moest de missie tijdelijk gehergroepeerd worden om het risico voor de blauwhelmen te minimaliseren, maar het doel was wel om zo snel mogelijk terug te keren naar de oude posities.

## Verwante resoluties
- Resolutie 2172 Veiligheidsraad Verenigde Naties (2014)
- Resolutie 2192 Veiligheidsraad Verenigde Naties (2014)
- Resolutie 2257 Veiligheidsraad Verenigde Naties

Lijst ·  2196 ·  2197 ·  2198 ·  2199 ·  2200 ·  2201 ·  2202 ·  2203 ·  2204 ·  2205 ·  2206 ·  2207 ·  2208 ·  2209 ·  2210 ·  2211 ·  2212 ·  2213 ·  2214 ·  2215 ·  2216 ·  2217 ·  2218 ·  2219 ·  2220 ·  2221 ·  2222 ·  2223 ·  2224 ·  2225 ·  2226 ·  2227 ·  2228 ·  2229 ·  2230 ·  2231 ·  2232 ·  2233 ·  2234 ·  2235 ·  2236 ·  2237 ·  2238 ·  2239 ·  2240 ·  2241 ·  2242 ·  2243 ·  2244 ·  2245 ·  2246 ·  2247 ·  2248 ·  2249 ·  2250 ·  2251 ·  2252 ·  2253 ·  2254 ·  2255 ·  2256 ·  2257 ·  2258 ·  2259